# ورزش در روسیه
محبوب‌ترین ورزش روسیه فوتبال، کشتی آزاد و کشتی فرنگی است. طبق نتایج جستجوی یاندکس، نتایج محبوب‌ترین ورزش در بین روس‌ها: «فوتبال با ۵ تا ۱۰ میلیون درخواست در صدر فهرست محبوب‌ترین ورزش‌های روسیه» قرار گرفت. هاکی روی یخ با هندبال، بسکتبال، کشتی آزاد، کشتی فرنگی ،بوکس، مسابقه اتومبیلرانی، والیبال، دو و میدانی، تنیس و شطرنج در رده‌های بعدی قرار گرفت. سایر ورزش‌های مشهور شامل باندی، ورزش دوگانه، اسکیت نمایشی، وزنه‌برداری، ژیمناستیک، کشتی، ورزش‌های رزمی، راگبی ۱۵ نفره و اسکی است.
اتحاد جماهیر شوروی (USSR) در بازی‌های المپیک برای اولین بار در بازی‌های المپیک تابستانی ۱۹۵۲ حضور یافتند. ورزشکاران اتحاد جماهیر شوروی و بعد از آن هرگز در تعداد چهار نشان طلا و کل نشان‌های جمع‌آوری شده در بازی‌های المپیک تابستانی که در آن شرکت می‌کردند، در رده چهارم جدول قرار نگرفتند. روسیه بیشترین مدال‌های نقض دوپینگ را به خود اختصاص داده‌است (۵۱ نشان)، به دلیل رسوایی دوپینگ، روسیه تا حدودی از بازیهای المپیک ۲۰۱۶ ریو و المپیک زمستانی ۲۰۱۸ محروم شد. به ورزشکاران روسی اجازه داده شد زیر یک پرچم کشور دیگری با نام «ورزشکاران المپیک از روسیه» در المپیک زمستانی ۲۰۱۸ شرکت کنند. روسیه به دلیل دوپینگ از مسابقات جهانی ۲۰۱۷ و ۲۰۱۹ منع شد.

## فوتبال
فوتبال ورزش شماره یک کشور روسیه است. تعداد زیادی از آقایان تا حدی به آن علاقه دارند (و بسیاری از کودکان به‌طور مرتب آن را بازی می‌کنند) و زنان نیز هنگام صحبت تیم ملی به آقایان می‌پیوندند. لیگ برتر روسیه از رقابت نسبتاً بالایی برخوردار است. بسیاری از بازیکنان با استعداد قابل توجه خارجی در لیگ برتر روسیه و همچنین بازیکنان با استعداد داخلی حضور دارند.

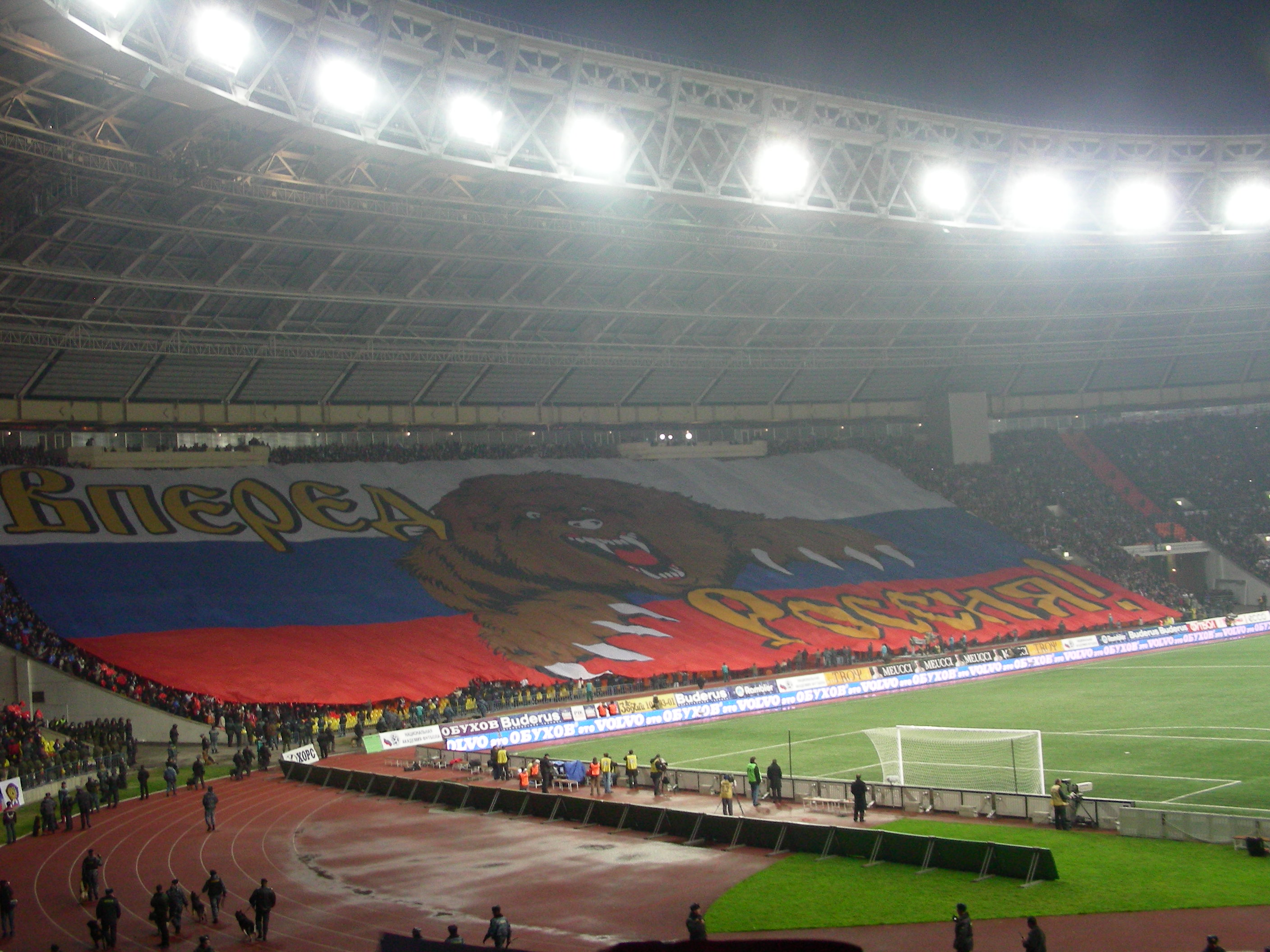
هواداران روسیه خرس روسی را در پس زمینه پرچم روسیه قرار داده‌اند.

روسیه در تاریخ ۲ دسامبر ۲۰۱۸ میزبان جام جهانی ۲۰۱۸ شد و برای نخستین بار میزبان این مسابقات بود. این رویداد از ۱۴ ژوئن تا ۱۵ ژوئیه ۲۰۱۸ اتفاق افتاد که در آن تیم روسیه بهترین عملکرد خود را از مسابقات جام جهانی ۱۹۶۶ به دست آورد و برای اولین بار از زمان فروپاشی اتحاد جماهیر شوروی به مرحله یک چهارم نهایی رسید، جایی که آنها به کرواسی باختند. .
فوتبال ساحلی از زمان رشد بین‌المللی خود در اواخر دهه ۱۹۹۰ و با برپایی مسابقات جام جهانی فوتبال ساحلی توسط تیم‌های ملی اتحادیه‌های عضو فیفا، یک ورزش محبوب در روسیه است. روسیه یکی از موفق‌ترین تیمها در این رشته به همراه تیم‌های، برزیل، اسپانیا و پرتغال است .

## هاکی روی یخ

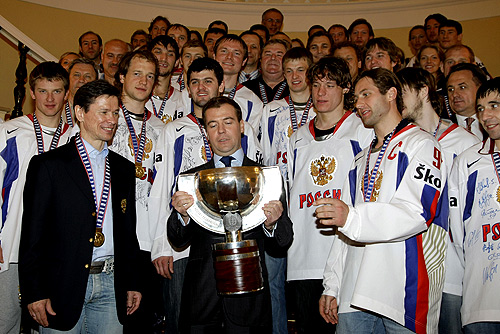
رئیس‌جمهور دیمیتری مدودف با تیم ملی هاکی روسیه در سال ۲۰۰۸.

لیگ هاکی کنتیننتال بیشتر از تیم‌های روسیه تشکیل شده و بعد از لیگ ملی هاکی دومین لیگ برتر جهان به حساب می‌آید. تیم‌های روسیه در هر قهرمانی KHL پیشرو هستند.
| سال  | میزبان                          | نتیجه |
| ---- | ------------------------------- | ----- |
| ۱۹۹۳ | دورتموند / مونیخ، آلمان         | طلا   |
| ۲۰۰۸ | کبک / هلیفکس، کانادا            | طلا   |
| ۲۰۰۹ | برن / کولتان، سوئیس             | طلا   |
| ۲۰۱۲ | هلسینکی، فنلاند / استکهلم، سوئد | طلا   |
| ۲۰۱۴ | مینسک، بلاروس                   | طلا   |

## والیبال
نشان‌های طلا (۲۰۰۲، ۲۰۱۱، ۲۰۱۳)، نشان نقره (۱۹۹۳، ۱۹۹۸، ۲۰۰۰، ۲۰۰۷، ۲۰۱۰)، نشان برنز (۱۹۹۷، ۲۰۰۱، ۲۰۰۶، ۲۰۰۸، ۲۰۰۹)

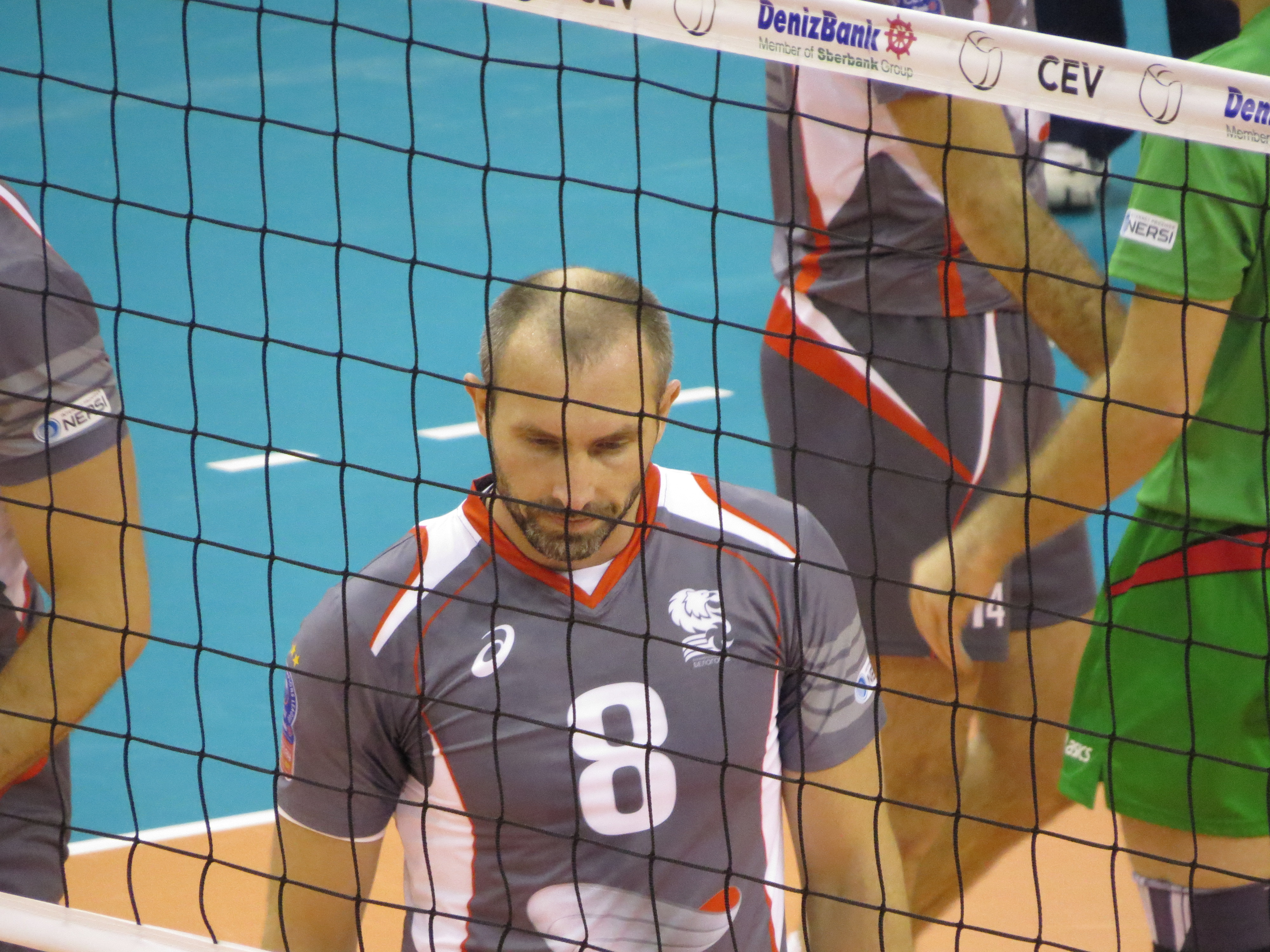
سرگئی تتیوخین، موفق‌ترین بازیکن حرفه ای کهنه‌کار، در سال ۲۰۱۵ میلادی چهلمین سالگرد تولد خود را جشن گرفت و هنوز هم عضو تیم ملی روسیه است.

تیم ملی والیبال بانوان روسیه در رده بندی‌های جهانی در رده پنجم قرار دارد.
دستاوردهای تیم والیبال بانوان روسیه:
1. ۲ نشان نقره المپیک (۲۰۰۰ و ۲۰۰۴)
2. ۲ نشان طلای مسابقات قهرمانی جهانی (۲۰۰۶ و ۲۰۱۰)
3. ۱ نشان طلای جام بزرگ والیبال قهرمانان جهان (۱۹۹۷)، ۱ نشان نقره (۲۰۰۱) و ۱ نشان برنز (۱۹۹۳)

تیم والیبال نوجوانان روسیه همچنان به برتری خود ادامه می‌دهد، در رده‌بندی مردان FIVB برای رده‌های سنی جوانان و جوانان، روسیه در رده نخست مردان قرار دارد.

## باندی
یکی از ورزش‌های سنتی پر طرفدار، باندی است (به‌طور غیررسمی به عنوان "هاکی روسی"). این یک ورزش ملی محسوب می‌شود، و یکی از بزرگ‌ترین ورزش‌های تماشاگرپسند است. طبق یک نظرسنجی، این ورزش سومین ورزش محبوب روسیه است. بیشتر قوانین نوین توسط فردی انگلیسی به نام چارلز گودمن تبتوت در انگلیس نوشته شده‌است، اما روس‌ها ادعا می‌کنند که مخترع این بازی هستند و در حقیقت قبل از استاندارد شدن قوانین جدید، در روسیه بازی‌های شبیه باندی وجود داشت. هنگامی که فدراسیون بین‌المللی باندی در سال ۱۹۵۵ تأسیس شد.
تیم ملی اتحاد جماهیر شوروی از ابتدای سال ۱۹۷۹تا ۱۹۵۷ برنده تمامی مسابقات جهانی باندی شد. روسیه تقریباً همیشه یکی از بهترین‌ها است و هرگز نشان را از دست نداده‌است. حضور آنها در چند سال گذشته کاهش یافته‌است. پس از ۱۰ دوره لیگ باندی روسیه میانگین حضور تماشاگران در این کشور ۳۸۸۷ نفر بود.
باندی تنها ورزشی است که از حمایت کلیسای ارتدکس روسیه برخوردار است زیرا آنها بسیار علاقه‌مند به تقویت سنت‌های ملی خود هستند.
باندی یک ورزش زمستانی است که در روی یخ بازی می‌شود و در آن اسکیت بازان از چوب‌ها برای هدایت توپ به سمت دروازه تیم مقابل استفاده می‌کنند. قوانین بازی شباهت‌های زیادی با قوانین فوتبال دارند. بازی روی مستطیل یخی، به اندازه یک زمین فوتبال انجام می‌شود. هر تیم یازده بازیکن دارد که یکی از آنها دروازه‌بان است. یک مسابقه باندی استاندارد شامل دو نیمه ۴۵ دقیقه ای است. قانون خارج از جای تعیین شده نیز مشابه آنچه در فوتبال مشاهده شده‌است.

## ورزش دوگانه
ورزش دوگانه پرطرفدارترین ورزش زمستانی در روسیه است و در نظرسنجی‌های کلی و بین‌المللی تلویزیون برای فصول زمستان در رتبه نخست قرار دارد. روسیه قهرمانان موفق زیادی داشته و نشان‌های المپیک و جهانی را از آن خود کرده‌است. برای نمونه می‌توان به ولادیمیر ملانین، نیکولای کروگلوف، الکساندر تیخونوف، والری مدودتسف، ونرا چرنیشوا، النا گلووینا و سوتلانا پتچرسکاایا در دوران اتحاد جماهیر شوروی و ولادیمیر دراچف، پاول روستوفسف، ماکسیم تودودوف، ویکتور مایگووروف، اولگا زایتسوا.

## اسکیت نمایشی
اسکیت نمایشی یکی دیگر از ورزشهای محبوب است. در دهه ۱۹۶۰ اتحاد جماهیر شوروی به یک قدرت غالب در اسکیت نمایشی تبدیل شد، به خصوص در اسکیت جفت و رقص روی یخ. در هر المپیک زمستانی از سال ۲۰۰۶ تا ۱۹۶۴، روسها طلا کسب کردند، که اغلب طولانی‌ترین دوره برنده در تاریخ ورزشی نوین به حساب می‌آمد. این روند در سال ۲۰۱۰ به پایان رسید که چینیها در المپیک زمستانی ۲۰۱۰ موفق به کسب طلا شدند، روسها در المپیک زمستانی ۲۰۱۴ در سوچی طلا را به دست آوردند. حتی پس از سقوط اتحاد جماهیر شوروی، روسیه هنوز هم قهرمانی المپیک و جهان را در مسابقات اسکیت دارد، از افراد مشهور این رشته می‌توان به الکسی اورمانوف، ایلیا کولیک، الکسی یاگودین، یوگنی پلوشنکو، ماریا بوتیرسایا، ایرینا اسلوتسکایا، آدلینا سوتنیکووا، یولیا لیپنیسکا، مایا اوسوا، الکساندر ژولین، اوکسانا گریشوک، اوگنی پلاتوف، آنجلیکا کریلووا، اولگ اووسیاننیکوف، تاتیانا ناوکا، رومان کوستوماروف، اکاترینا گوردیوا، سرگی گرینکوف، ناتالیا میشکوتیونوک، آرتور دمیتریف، تاتیانا توتمیانینا، ماکسیم مارینین، النا برژنایا، آنتون سیخارولیدزه، تاتیانا وولوسوژار، ماکسیم ترانکوف، سنیا ستولبووا، فدور کلیموف، النا ایلینیخ، نیکیتا کاتسالاپوف، الیزتا توتامیسموا، یوگنیا مدودوا، النا رادیونوا.

## اسکیت سرعتی
اسکیت سرعت دارای یک سنت طولانی از زمان امپراتوری روسیه است، از افراد مشهور روس می‌توان به لیدیا اسکوبلیکووا، ماریا ایساکووا، والنتینا استنینا، پاول پگوگو، لیودمیلا تیتووا، سرگئی کلبنیکوف، یوری میخایلوف، ناتالیا پتروسیووا، اولگ گونچارنکو، اینگا آرتامونوا، تامارا ریلوا، نینا استاتکویچ، نیکولای گولیایف، ایگو مالکوف، گالینا استپانسکایا، بوریس سیلکوف، تاتیانا آورینا، ویکتور کوسیچکین، کلارا گوسوا، والری موراتوف، سرگئی مارتوک، اولگ بوژف، یوگنی گریشین، یوگنی کولیکوف، اسوتلانا باژانووا، الکساندر گولوبف، یوگنی لالنکوف، اوستلانا ژورووا، دمیتری لوبکوف، دیمیتری دوروفایف، سرگئی کلوچنیا، اولگا فتکولینا، ایوان اسکوبروف، اولگا گراف، آلکسی یسین، ناتالیا وروینینا، دنیس یوسکوف، پاول کولیژنیکوف، الیزتاتا کازلینا، و روسلان الیزتا کازلینا نام برد.

## سایر ورزشهای زمستانی
سایر ورزشهای زمستانی که اتحاد جماهیر شوروی یا روسیه در آن قدرتمند بوده‌اند عبارتند از: بابسلد، اسکلتون و لژسواری.

## بسکتبال
بسکتبال یک ورزش محبوب در روسیه است. تیم ملی بسکتبال روسیه جانشین تیم ملی بسکتبال اتحاد جماهیر شوروی است و چندین عنوان بین‌المللی کسب کرده‌است.
روسیه در کنار چندین بازیکن شناخته شده بین‌المللی مانند آندری کیریلنکو و تیموفی موزگوف قهرمان NBA ۲۰۱۶ قرار دارد.
باشگاه بسکتبال زسکا مسکو دومین تیم موفق در تاریخ مسابقات باشگاه‌های اروپا است.

## راگبی ۱۵ نفره
راگبی ۱۵ نفره یک ورزش رو به رشد در روسیه است. رتبه روسیه درانجمن بین‌المللی راگبی (IRB) رتبه ۱۷ است، با بیش از یک صد باشگاه و نزدیک به ۲۰۰۰۰ بازیکن در سراسر روسیه.
کراسنویارسک، یک شهر بزرگ در سیبری، به‌طور سنتی مرکز اتحادیه راگبی روسیه بوده‌است.
قدمت راگبی در امپراتوری روسیه قبل از انقلاب روسیه بر می‌گردد، اما فقط به صورت پراکنده بازی می‌کردند. آقای هاپر، فردی اسکاتلندی، که در مسکو کار می‌کرد، یک مسابقه را در دهه ۱۸۸۰ ترتیب داد. نخستین مسابقه فوتبال در سال ۱۸۹۲ بود. در سال ۱۸۸۶، پلیس روسیه در نظر گرفت که فوتبال «وحشیانه، و موجب تظاهرات تحریک و شورش» می‌شود محکومیت راگبی توسط پلیس تزار بسیاری از مردم را از بازی، و نتایج راگبی بی اطلاع گذاشت.

## راگبی ۱۳ نفره
راگبی ۱۳ نفره یک ورزش رو به رشد در روسیه است. روسیه رتبه شانزدهم را در راگبی لیگ فدراسیون بین‌المللی (RLIF) دارد، با بیش از ۲۰۰۰ شرکت کننده در سراسر روسیه.
راگبی ۱۳ نفره روسیه در سطح جوانان، دانش آموزان و بزرگسالان برگزار می‌شود.

## استرالیا
نخستین باشگاه‌های فوتبال استرالیا در روسیه در ماه مه سال ۲۰۱۱ ایجاد شدند، گروه‌هایی که طی چند هفته از یکدیگر مسابقات مسکو و کراسنویارسک را آغاز می‌کردند. هر دو باشگاه توسط مهاجران استرالیا آغاز شده‌اند.

## تنیس
از پایان دوران شوروی، تنیس محبوبیت زیادی پیدا کرد و روسیه تعدادی از تنیس بازان مشهور را تولید کرده‌است. در سال‌های اخیر، تعداد بازیکنان برتر بانوان روسیه بسیار قابل توجه بوده‌است مانند ماریا شاراپووا و دینارا سافینا در رده‌بندی‌های جهانی به شماره یک رسیده‌اند. از دیگر زنان روسی برای دستیابی به موفقیت‌های بین‌المللی می‌توان به النا دیمنتیوا، اکاترینا ماکارووا، اسوتلانا کوزنتسووا، آناستازیا میسکینا، نادیا پترووا، ویرا زوناروا، النا وسنینا، آنا چاکوتادزه، آناستازیا پاولیوچنکوا و آنا کورنیکوا اشاره کرد.

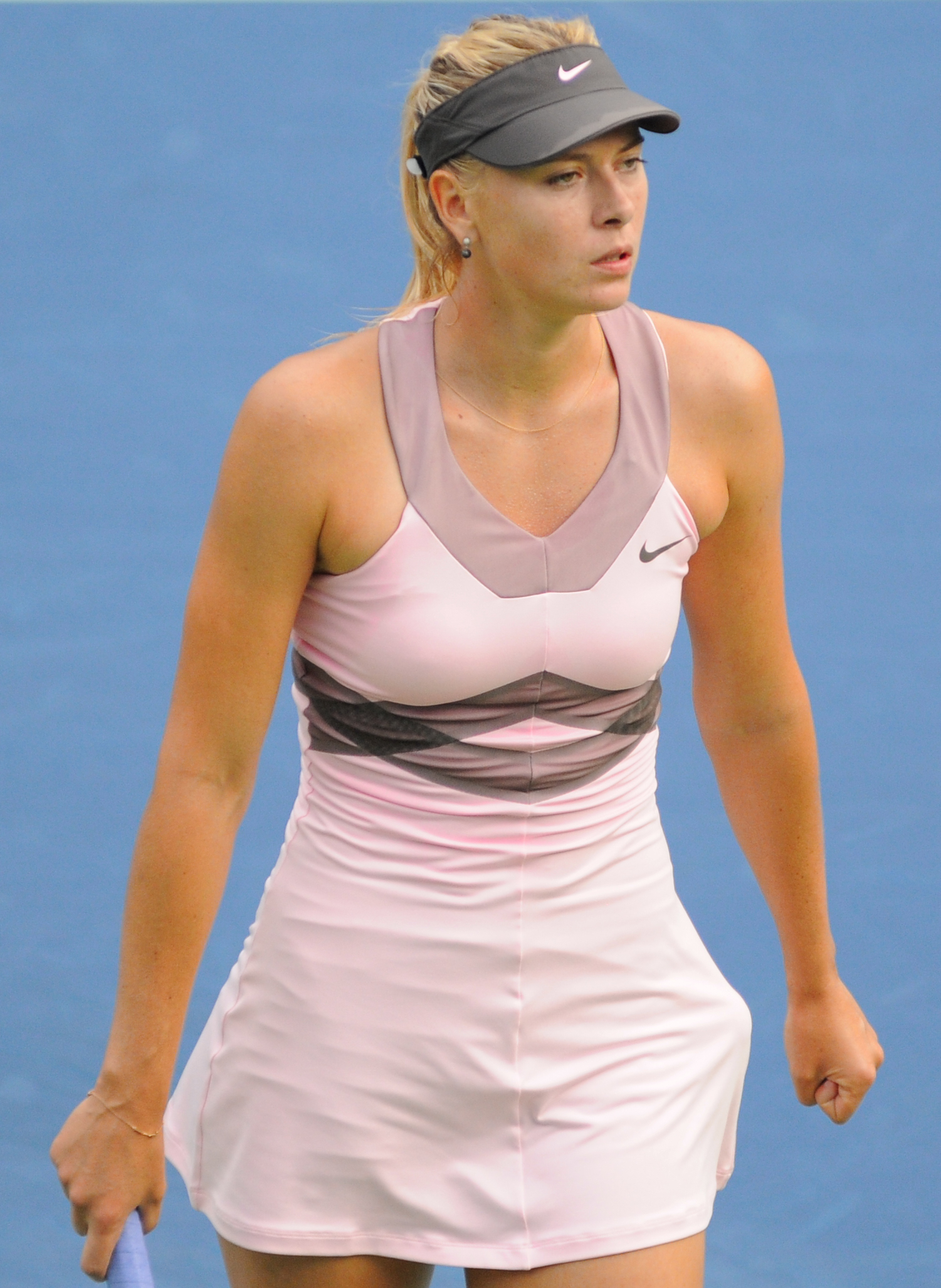
ماریا شاراپووا موفق‌ترین ورزشکار تنیس روسیه است. او همچنین بالاترین ورزشکار زن با درآمد است.

در المپیک ۲۰۰۸ پکن، روسیه در بخش زنان با النا دیمنتیوا توانست نشان طلا، دینارا سافینا و ویرا زوناروا به ترتیب نقره و برنز کسب کنند. از ۱۶ اکتبر ۲۰۰۹، دو زن روسی در جمع ۱۰ تیم برتر جهان قرار گرفتند.

## ژیمناستیک

### ژیمناستیک ریتمیک
ژیمناستیک ریتمیک یکی از ورزشهای محبوب روسیه محسوب می‌شود. علاوه بر این، به‌طور کلی در نظر گرفته می‌شود که روسیه بهترین ورزشکاران ژیمناستیک ریتمیک را دارد. یوگنییا کانایه‌وا، سه بار قهرمان جهان شد، از افراد مشهور می‌توان به یولیا باروسوکوا، ایرینا تچاچینا، گالینا بلوگلازووا، ایرینا دووینا، تاتیانا دروچینینا، النا کارپوچینا، تاتیانا کراوچنکو، گالیما شوگوروا، اوکسانا کوستینا، آلینا کابائوا، ناتالیا لیپوفسکایا، داریا دمیتریوا، امینا زاریپووا، داریا کونداکووا، لایسن اوتیاشه‌وا، زارینا گزیکووا، داریا اشکوریخینا، ورا سسینا، مارگاریتا مأمون، یلنا پوسفینا، آناستازیا ماکسیمووا، اولگا ایلینا، آنا گاوریلنکو، کارولینا سواستیانووا، آناستازیا بلیزنیوک، آلینا ماکارینکو، کسنیا دودکینا، آناستازیا نازارنکو، اولیانا دانسکووا، مارگاریتا آلییچوک، یانینا باتیرچینا، تاتیانا گوربونووا، ماریا تیتووا، الکساندرا سولداتووا، یانا کودریوسوا، داریا اسواتکووسکایا، دینا آورینا، آرینا آورینا، ورونیکا پلیاکوا، یولیا برویکووا، داریا دوبووا، سوفیا اسکومرخ و دیانا بوریسوا را می‌توان در زمره ژیمناست‌های موفق و برتر روسیه دانست. بسیاری از باشگاه‌های ژیمناستیک ریتمیک در روسیه وجود دارد و مشهورترین آن مدرسه «گازپروم» است.

### ژیمناستیک هنری
از سال ۱۹۹۲ تا ۱۹۵۲، گروه بانوان اتحاد جماهیر شوروی تقریباً در مسابقات قهرمانی جهان و المپیک تابستانی تقریباً تمامی عناوین تیمی را به دست می‌آوردند: تنها المپیک ۱۹۸۴ بود که آنها در آن شرکت نکردند و مسابقات جهانی ۱۹۶۶، ۱۹۷۹و ۱۹۸۷.

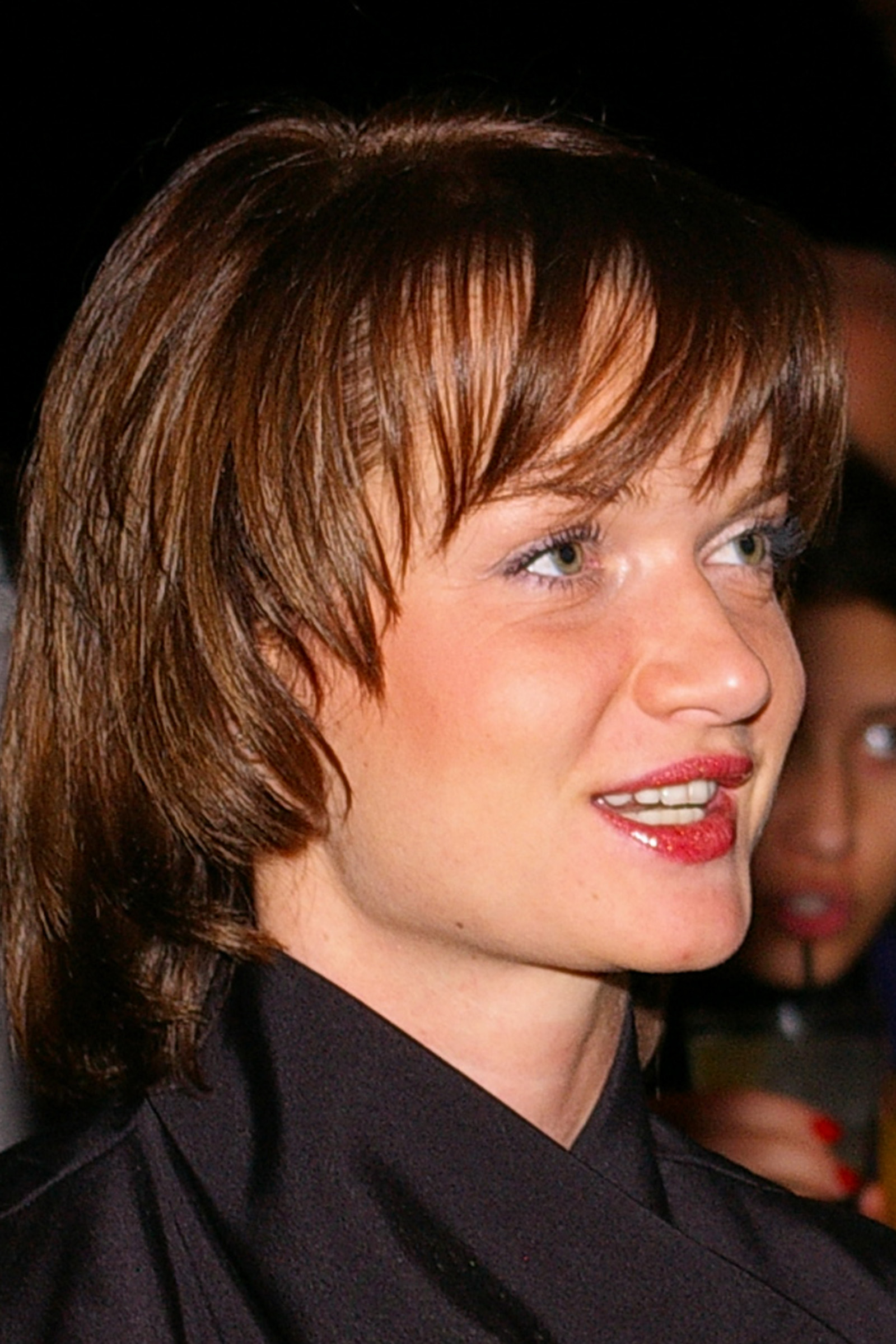
سوتلانا خورکینا

پس از تجزیه اتحاد جماهیر شوروی، آنها در المپیک تابستانی ۱۹۹۲ برای آخرین بار به عنوان یک کشور در آن به رقابت پرداختند. گرچه روسیه به اندازه اتحاد جماهیر شوروی قوی نبود و با ظهور کشورهای جدید که در ژیمناستیک سرآمد هستند، روسیه سنت ژیمناستیک خودش را حفظ کرده‌است، در رقابت‌های جهانی و رقابت‌های المپیک در هر دو رشته MAG و WAG، جز در المپیک ۲۰۰۸، جایی که تیم بانوان روسیه هیچ نشانی کسب نکرد. ژیمناستیک کاران قابل توجه روسیه عبارتند از: اسوتلانا خورکینا، الکسی نموف، نیکولای آندریانف، الکساندر دیتیاتین، لاریسا لاتینینا، یلنا شوشونوا، النا زامولودچیکوا، ناتالیا یورچنکو، النا موخینا، اولگا موسته‌پانوا، یوری تیتوف، آنتون گولوسوتسکوف، یکاترینا لوبازنیوک، یلنا پرودونوا، ناتالیا شاپوشنیکوا، لودمیلا توریسشوا، آناستازیا گریشینا، الکساندر بالاندین، ماریا پازه‌کا، نیکولای کوکسنکوف، کسنیا افانسیه‌وا، عالیه مصطفینا، دنیس آبلیازین، امین غریبوف، ویکتوریا کوموا، دیوید بلیاوسکی، نیکیتا ناگورنی، ماریا خارنکووا، نیکیتا ایگناتیف، داریا اسپیریدونوا، آنجلینا ملنیکوا، ناتالیا کاپیتونوا، آندره ماکولف، النا آرمینا و سدا توتخالیان.

## شنا و غواصی
قبل از فروپاشی اتحاد جماهیر شوروی، شنا یک ورزش نهادینه شده و تفریحی بود و در بازیهای المپیک که در رقابتهای مقابل آلمان شرقی در شنا رقابت می‌کردند، عالی بود. روسیه به همان موفقیت اتحاد جماهیر شوروی نرسیده‌است، با این وجود هنوز چند شناگر مشهور روسی وجود داشته‌اند که ممتاز هستند، الکساندر پوپوف، مدال آور طلای چهار دوره المپیک به عنوان یکی از بزرگ‌ترین شناگران در تمام دوران شناخته می‌شود،  و تنها شناگر مرد در تاریخ برای کسب چهار نشان طلای المپیک انفرادی در مسابقات آزاد. سایر شناگران قابل توجه روسی در دهه ۱۹۹۰ و اوایل ۲۰۰۰ شامل: دنیس پانکراتوف، یوگنی سادویی، ولادیمیر پیشننکو، یوری پریلوکف، آرکادی ویاتکانین، رومن سولدنوف، آندری گرچین. پس از المپیک تابستانی ۲۰۱۲، شناگران جدید روسیه نتایج بهتری را کسب کردند.

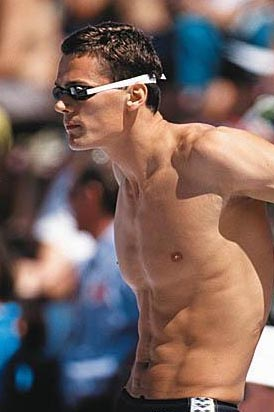
الکساندر پوپوف

غواصی همچنین در روسیه ورزشی است که از زمان شوروی بوده‌است.

## سایر ورزش‌ها
روسیه نتایج خوبی را به ویژه در پرش ارتفاع، پرش طول، دو و میدانی، دو بامانع، پرش با نیزه، پیاده‌روی سرعت، پرتاب چکش، پرش سه‌گام، پرتاب نیزه، هفت‌گانه کسب کرده‌است. برخی از ورزشکاران مشهور روسی عبارتند از: یلنا ایسینبایوا، آنا چیچیرووا، ایوان اوخوف، تاتیانا لیسنکو، یولیا زریپووا، ناتالیا آنتیوخ، میخائیل ریژوف، آندری سیلنوف، الکساندر ایوانف، اکاترینا کونوا، یلنا اسلسارنکو، سرگی شوبنکوف، ماریا لاسیتسکنه، یوری بورزاکوفسکی، الکساندر منکوف، لیوکمن آدامز، النا لاشمانوا، داریا کلیشینا، دانیل تسپلاکوف، ایلیا شکورنوف.

## جهت‌یابی
فدراسیون جهت‌یابی روسیه (روسی: Федерация Спортивного Ориентирования (ФСО)) سازمان ملی جهت‌یابی روسیه عضو کامل فدراسیون جهانی جهت‌یابی است.

## بوکس
روسیه یک کشور قدرتمند بوکس است که دارای بسیاری از دارندگان عنواندار جهانی، قهرمانان المپیک و افسانه‌های این ورزش است. بوکسورهای حرفه ای و آماتور موفق عبارتند از: الکساندر پوتکین، نیکولای والوئف، دیمیتری بیول، ادوارد تروایانوفسکی، الکسی تیشچینکو، کوستیا زو، یوگنی تیشچنکو، سرگئی کوالف، آلبرت تومنوف، ماگمود عبدالسلاموف، شامیل سابیروف، اولگ ماسکایف، دیمیتری قدریاشوف، بوریس کوزنتسوف، الکساندر لبزیاک، صوفیا اوچیگاوا، اولگ سایتوف، جورجی بلوکشین، اولگ گریگرویف، واسیلی سولومین، نیکولای کورولیوف، ریم کول ملخبکوف، اوگنی ماکارنکو، الکساندر مالتین، الکسی لزین، گنادی کووالف، سرگئی کازاکوف، ماتوی کوروبوف، سلطان ابراگیموف، آرتور بتربیف، میخائیل آلویان، دنیس بوتسوف، دیمیتری قدینف، فدور چودینوف، گنادی شاتکوف، گریگوری روزد، ایگور مخونتسف، داویت هایراپتیان، بوریس لاگوتین، دنیس لبدف، رشید ماگومدوف، روسلان پروونیکوف، ویکتور ریباکوف، ولادیمیر سافرونوف، استانیسلاف استپاشکین، والریان سوکولوف، واسیلی ایگوروف، ویتالی دونایتسف.

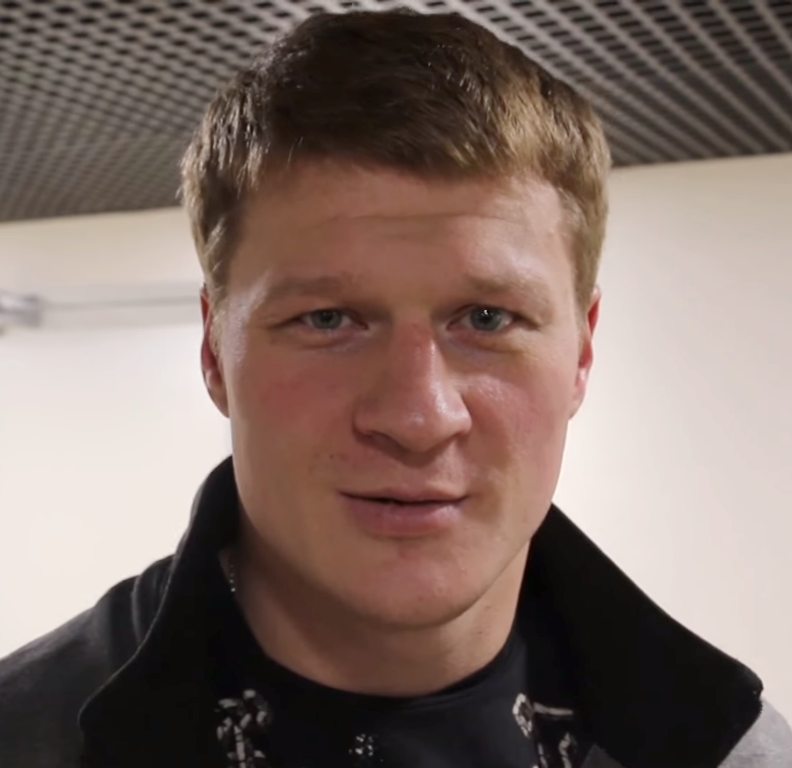
الکساندر پووتکین

## جودو
روسیه به عنوان قدرت اصلی در ورزش جودو تبدیل شده‌است، حتی در زمان اتحاد جماهیر شوروی، چندین قهرمان و مدال آور المپیک را ساخته‌است. این محبوبیت در زمان رئیس‌جمهور ولادیمیر پوتین افزایش یافته‌است، جودو کاران قابل توجه در طول دهه‌ها عبارتند از: ولادیمیر نوزوروف، کمال خان-ماگومیدوف، الکساندر میخایلین، اولگ استپانوف، آناتولی لاریوکوف، بسلان مودرانوف، تامرلان طنوف، ایوان نیفونتوف، آرسن گالستیان، سرگئی کوسوروتوف، منصور عیسیف، نیکولای سولوداخین، النا ایواشچنکو، کریل دنیسوف، تاگیر خایبولائف، سرگئی کاسمینین، ویتالی کوزنتسف، ناتالیا کوزیوتینا، ویتالی ماکاروف، سرگی نوویکوف، میخائیل پولیاف، دمیتری سرگئیف، یوری استوپکین.

## هنرهای رزمی
هنرهای رزمی، یکی دیگر از ورزشهای محبوب است که در روسیه طرفدار دارد.

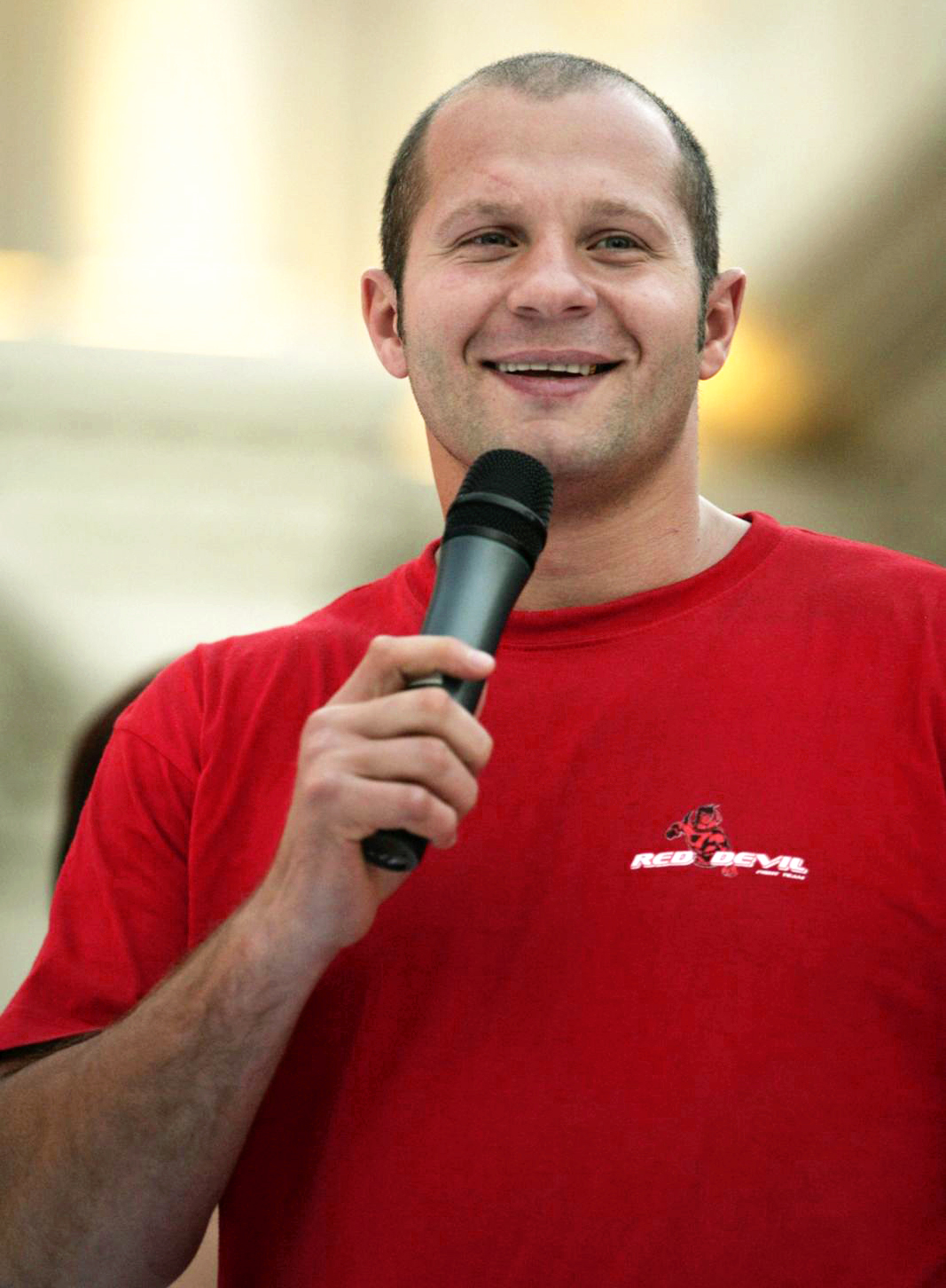
فدور املیاننکو

ورزشکاران قابل توجه عبارتند از: فدور املیاننکو، باتو خازیکوف، اولگ تاکتاروف، ویتالی میناکوف، رسول میرزاف، جولیا برزیکووا، آندری کرشکوف، ویاچسلاو واسیلوفسکی، سرگئی خاریتونوف، حبیب نورماگومدوف، ولادیمیر مینف، مسلم سلیخوف، مراد ماچایف، ویکتور نمکو، آدلان آماگوف، اسلام ماخاچف، رمضان رمضانف، زبیرا توخوگوف، ولک هان، اماری اخمدوف، سلطان علیف، ونر گالیف، علی باگاوتینوف، الکساندر اوستینف، رستم خابیلوف،

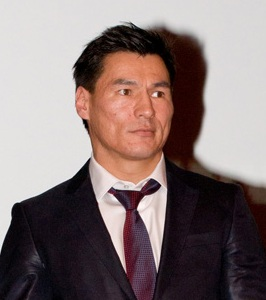
باتو خازیکوف

الکساندر سارناکسی، روسلان ماگومدوف، آرتم لوین، الکساندر ولکوف، آلبرت تومنوف، رشید ماگومدوف، الکساندر امیلیاننکو، بازیگیت آتاجف، ماگومدراسول خوشبولف، ماگومدراسول خوشبولف، ماگومد ماگومیدوف، میخائیل ایلوخین، میخائیل ایلوخین، دنیس گراچف، روسلان کارائف، میلانا دودیوا، سلیمان ماگومدوف، الکسی پاپین، الکساندر پیچکونف، اولکسیسی اولیونیک، جورجی کاراخانیان، آندری سمنوف، الکساندر شلمنکو، آکوپ استپانیان، امار سولوو، الکساندر یاکوفلوف، میشائیل تسارف، میخائیل زایاتس، رومن زنتسوف.
شکل دیگر هنرهای رزمی سامبو است که در اتحاد جماهیر شوروی نشات گرفته‌است.

## وزنه‌برداری

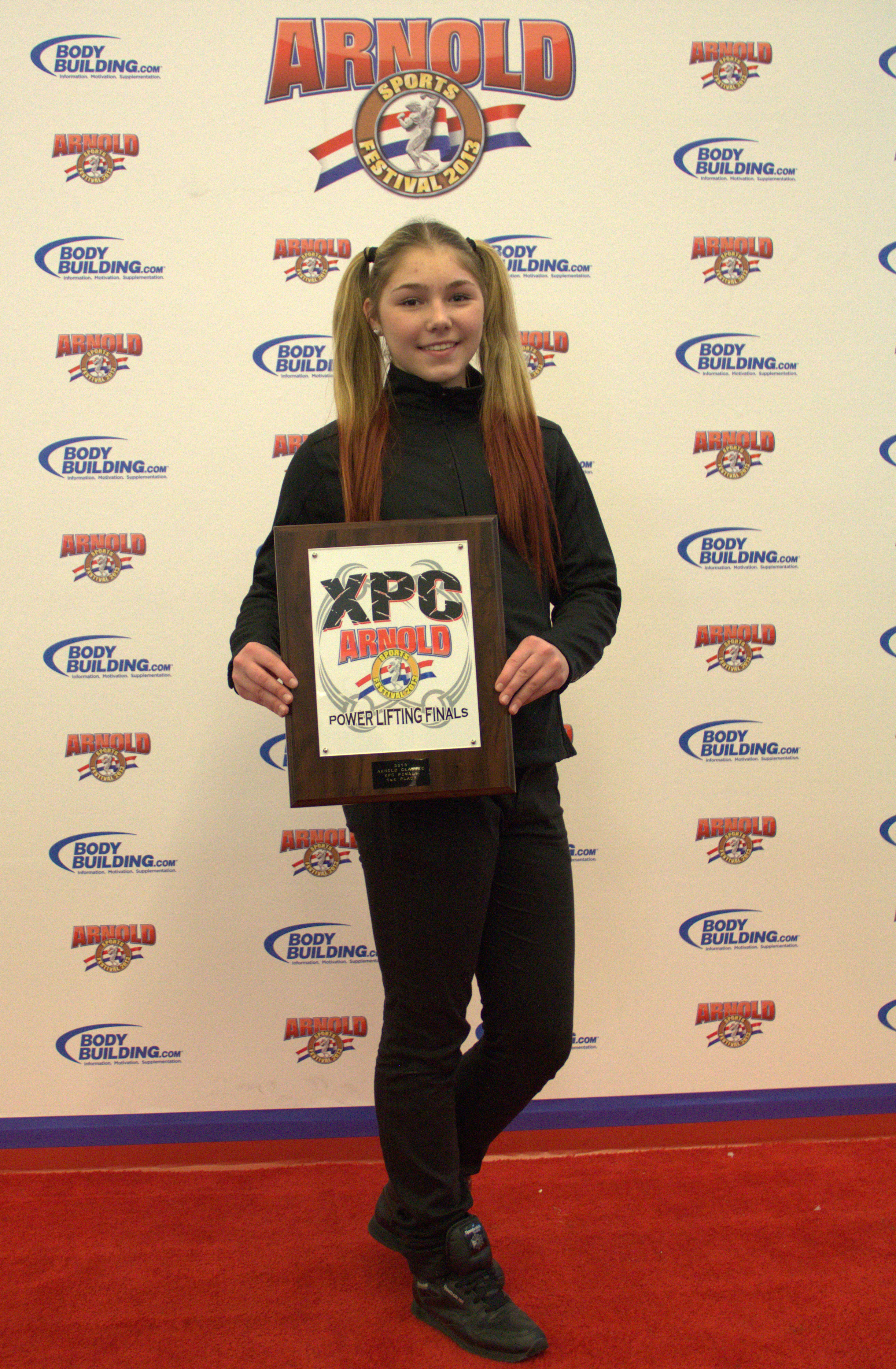
ماریانا سدیمووا، جوانترین قهرمان پاورلیفتینگ و دارنده رکورد چندگانه

وزنه‌برداری یکی دیگر از ورزش‌های موفق در روسیه است، پس از فروپاشی اتحاد جماهیر شوروی، روسیه در جدول مدالهای همه زمانه در رده شانزدهم قرار دارد.  از جمله وزنه‌بردارترین عنوان و محبوب است واسیلی آلکسیف.
یکی دیگر از رقابت‌های پرطرفدار محبوب روسیه، پاورلیفتینگ است که شبیه به گونه ای است که از وزنه‌برداری در حال تحول است. روسیه در فدراسیون بین‌المللی پاورلیفتینگ و یکی از موفق‌ترین کشورها به همراه ایالات متحده، لهستان، نروژ، انگلستان، تایوان، سوئد، فنلاند، ژاپن و اوکراین است. ماریانا سدیمووا جوانترین قهرمان جهان و رکورد دار چندگانه در مسابقات حرفه ای وزنه‌برداری و مسابقات جهانی است.

## کشتی

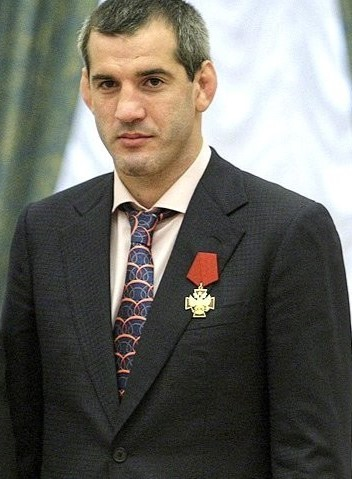
بووویسار سایتیف، دومین کشتی‌گیر تزئین شده تمام دوران، بعد از کارلین

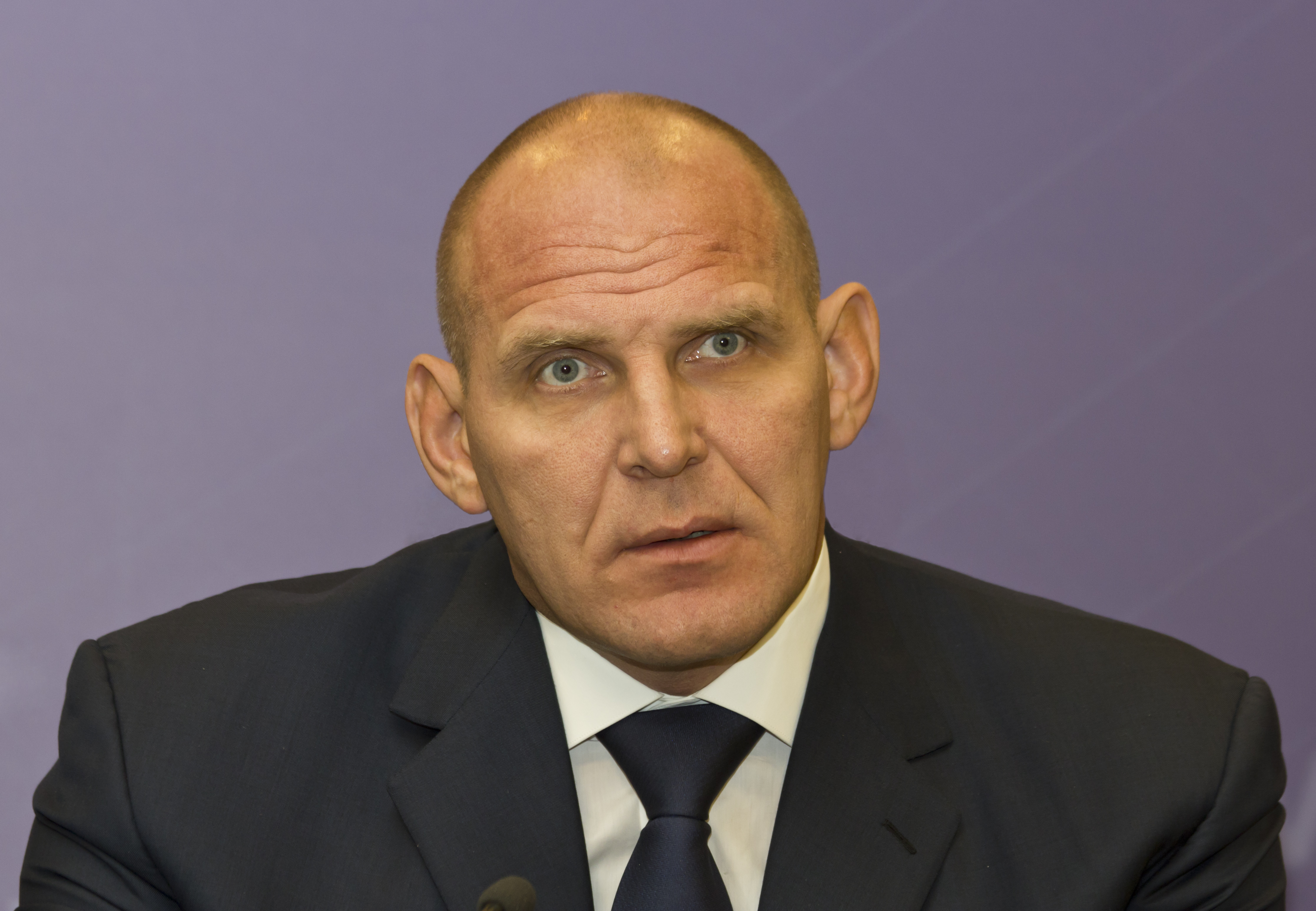
موفق‌ترین کشتی‌گیر تمام دوران و بزرگ‌ترین کشتی‌گیر روسیه، الکساندر کارلین

اتحاد جماهیر شوروی موفق‌ترین کشور در تاریخ کشتی بوده‌است، روسیه این سنت را ادامه داده و چندین بار قهرمان المپیک و جهان شده‌است. کشتی در دسترس‌ترین ورزش برای پسران و جوانان در روسیه بویژه در جمهوری‌ها و مناطق قفقاز (چچن، داغستان، قره‌چای و چرکس، اوستیای شمالی، کاباردینو-بالکاریا، اینگوشیا) است.

## شمشیربازی

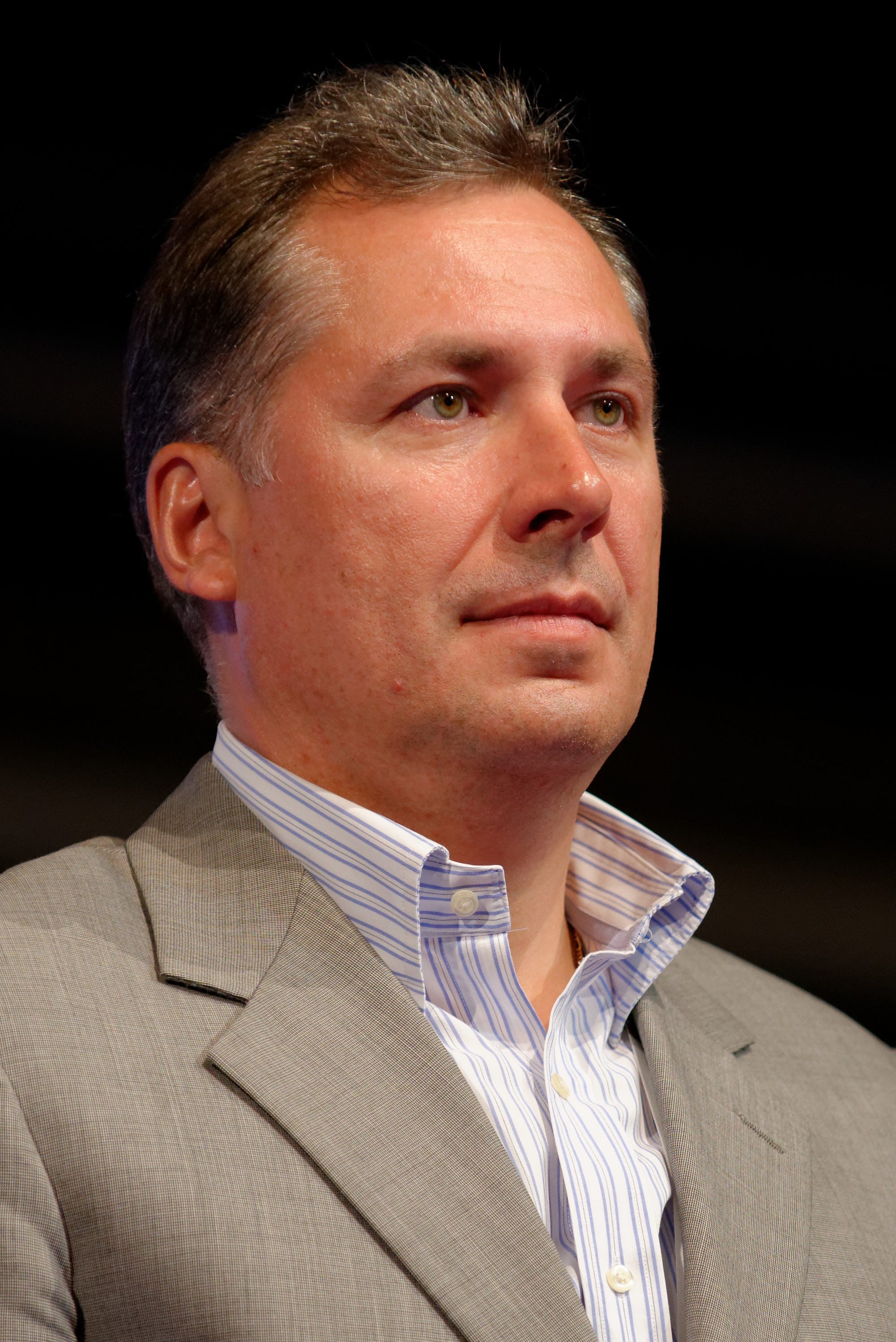
پوزدنیاکف در مسابقات جهانی ۲۰۱۳

روسیه یک سنت قوی در شمشیربازی از زمان تزار را حفظ کرده‌است شمشیربازی یک ورزش محبوب در میان نخبگان روس بود، در دهه ۱۹۸۰ از نظر موفقیت و محبوبیت ورزش در اتحاد جماهیر شوروی. پس از فروپاشی اتحاد جماهیر شوروی، روسیه در شمشیربازی پیشرفت کرد و چندین بار قهرمان جهان و اروپا شد. شمشیربازهای موفق روسیه در طول چند دهه شامل: ویکتور سیدیاک، گالینا گوروخوا، یانا زوروا، سوفیا ولیکیا، آلکسی یاکیمنکو، استانیسلاف پوزدنیاکوف، والنتینا راستوورووا، یکاترینا دیاچنکو، کمیل ایبرگیموف، پاول کولوبکف، ادوارد وینوکوروف، کارینا آزناووریان، آرتور اخمتخوزین، ولادیمیر نازلیموف، نیکولای کووالیف، اینا دریگلازوا، تاتیانا لوگونووا، دیانا یاکوولوا، اومیار ماولیخانوف، النا نویکوا-بلووا، ونیامین ریشتنیکوف، دینا گالیاکباروا، تیمور سافین، آیدا شانایوا، سرگی شاریخوف، یوری سیسیکین، یولیا بیریوکووا، یانا یگوریان، وایولتا کولوبووا، لیوبوف شوتووا، آنا سیوکووا، مارک راکیتا، الکساندرا زابلینا، الکسی چریمیسنوف.

## شطرنج
شطرنج سرگرمی مورد علاقه و ورزشی است که در دوران پس از جنگ (۱۹۴۵-) تحت تسلط روس‌ها قرار گرفته‌است. برنده مسابقات جهانی شطرنج سال ۱۹۴۸، میخائیل بتوینیک روسی، عصر تسلط شوروی در دنیای شطرنج را آغاز کرد. تا پایان اتحاد جماهیر شوروی، تنها یک قهرمان غیر اهل شوروی وجود داشت.
دهه ۱۹۹۰ تحت سلطه کاسپاروف بود که اکثر مسابقات را که در آن شرکت کرده بود برنده شد.
امروزه ۲۵ نفر از ۱۰۰ شطرنج باز برتر جهان روسی هستند.

## اتوموبیلرانی

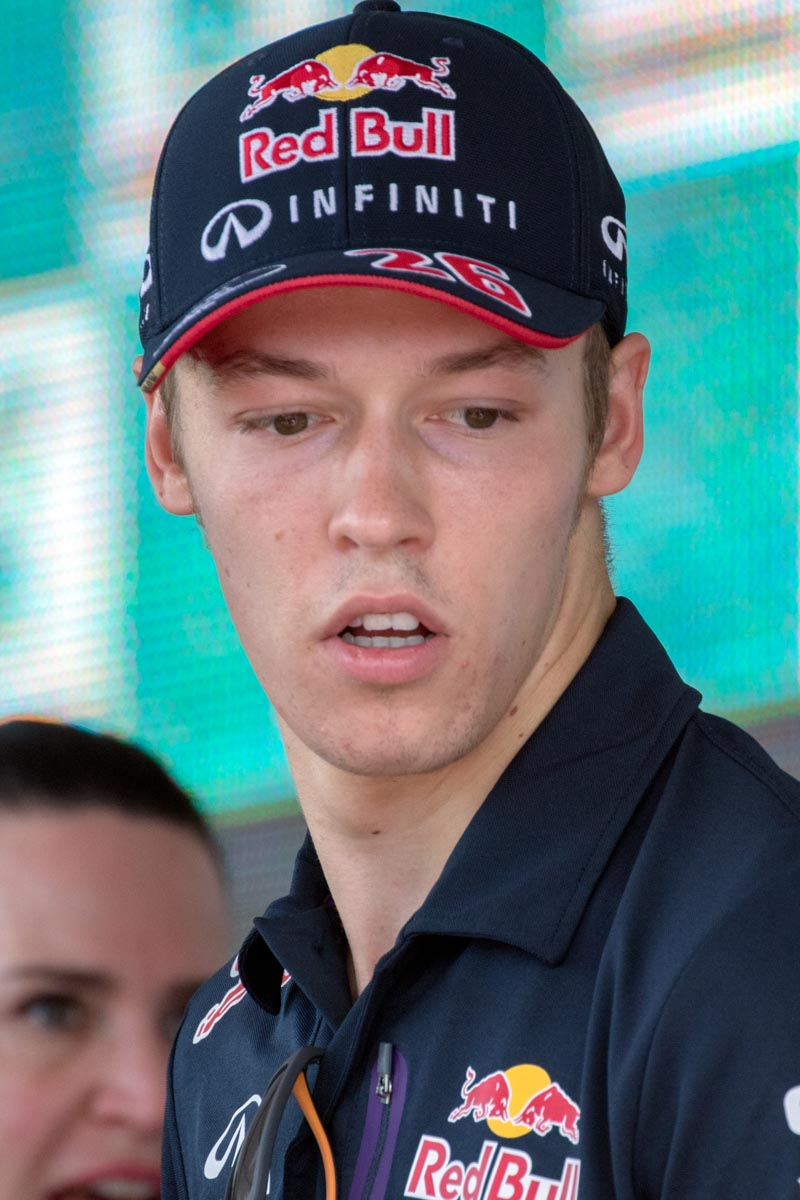
دانیل کویات

ویتالی پتروف اولین راننده فرمول یک روسی است که در سال ۲۰۱۰ قهرمان شد. تاکنون وی به مدت سه فصل در تیم‌های رنو و کاترام اف یک رانندگی کرده‌است. او وقتی در سومین دوره جایزه بزرگ‌سال ۲۰۱۱ استرالیا به دست آورد، بهترین نتیجه کار خود را به دست آورد. دانیل کویات اولین بازی خود را در فرمول یک در سال ۲۰۱۴ انجام داد. او اولین مسابقه خود را با کسب مقام دوم در مسابقات جایزه بزرگ مجارستان ۲۰۱۵ به پایان رساند. جایزه بزرگ روسیه به تقویم فصل مسابقات فرمول یک فصل ۲۰۱۴ که در سوچی اتودروم برگزار شد، پیوست. سرگئی سیروتکین در سال ۲۰۱۸ به مسابقات فرمول یک پیوست.